# Terratrèmol de Kobe
El terratrèmol de Kōbe, també conegut com a gran terratrèmol d'Hanshin-Awaji, va ser un sisme que es produí a la prefectura de Hyōgo el 17 de gener de 1995 i que va assolir 6,9 punts en l'escala sismològica de magnitud de moment o de 7,2 en l'escala de Richter. Es considera el pitjor terratrèmol al Japó des del gran terratrèmol de Kantō de 1923.
El terratrèmol s'inicià a l'illa d'Awaji, a prop de la ciutat de Kobe, pel xoc entre la placa filipina i la placa eurasiàtica que provocà un moviment a la falla de Nojima, la qual s'arribà a desplaçar fins a 1,5 metres. A la primera tremolor li seguiren quatre rèpliques d'alta intensitat durant el mateix dia 17 i fins a 74 rèpliques totals en els dies següents. Segons els registres nipons, que mesuren la intensitat d'un terratrèmol en shindos, el sisme assolí una escala de 7 shindos a les ciutats de Hokudan, Ichinomiya, Awaji, Ashiya, Nishinomiya i Kōbe, la població més gran, amb 1,5 milions d'habitants en aquell any. Amb 6 shindos la tremolor es va sentir a Sumoto i amb 5 a les poblacions de Toyooka, Hikone i la també fortament poblada Kyoto (amb 1,3 milions d'habitants). Altres pobles més petits van veure's igualment afectats.
La destrucció del sisme fou molt important perquè afectà a zones densament poblades i perquè, en ser una zona menys habituada als terratrèmols que altres àrees del Japó, els edificis estaven poc preparats per rebre un impacte d'aquesta magnitud. De fet moltes cases de Kōbe encara estaven sustentades amb els pilars tradicionals de fusta, poc fondos i prims. Es calcula que 150.000 edificis van quedar totalment destruïts, així com diverses infraestructures com línies de metro, autopistes i carreteres, ponts i dics portuaris. Els moviments de terra van fer col·lapsar les línies elèctriques, que a part de deixar sense llum a milers d'abonats van provocar diversos incendis. Més de 6.000 persones van morir per afectació directa dels esfondraments i impactes de materials de construcció i més de 40.000 persones resultaren ferides. Les pèrdues econòmiques van superar els 3 bilions de iens, no tant per les assegurances (només el 3% dels edificis de Kōbe en tenien una) sinó per les subvencions a la reconstrucció, les obres públiques i sobretot la caiguda de la bors, amb un descens de 1000 punts de l'índex Nikkei 225 en un dia per l'afectació del teixit industrial.
A partir de la consternació pública davant del desastre, el govern japonès va enfortir les mesures de prevenció de terratrèmols, endurint els requisits de seguretat en els nous edificis i dissenyant un pla d'emergències que permetés actuar amb més rapidesa, donada l'alta alta activitat sísmica del Japó. Hi van influir les crítiques per haver-se negat a acceptar ajuda estrangera en els primers moments posteriors a la catàstrofe. La resposta ciutadana en forma de voluntariat per a la reconstrucció de les zones afectades va marcar un punt d'inflexió en l'associacionisme cívic, amb més d'un milió de persones directament implicades.